# Суперкубок Англії з футболу 1930
Суперкубок Англії з футболу 1930 — 17-й розіграш турніру. Матч відбувся 8 жовтня 1930 року між чемпіоном Англії клубом «Шеффілд Венсдей» та володарем кубка країни клубом «Арсенал».
| Володар Суперкубка Англії 1930 |
| ------------------------------ |
|                                |
| «Арсенал» Перший титул         |

## Учасники
| Клуб              | Участей | Роки (жирним виділено перемоги) |
| ----------------- | ------- | ------------------------------- |
| «Арсенал»         | дебют   |                                 |
| «Шеффілд Венсдей» | дебют   |                                 |

## Матч

### Деталі
| 8 жовтня 1930 |

| «Арсенал» | 2–1      | «Шеффілд Венсдей» |
| --------- | -------- | ----------------- |
| Гюлм Джек | Протокол | Бергесс .' (пен.) |

| Стемфорд Бридж, Лондон Глядачів: 18 000 |

|  |  |

| В                |  | Герріт Кейзер  |
| З                |  | Том Паркер (к) |
| З                |  | Едді Гепгуд    |
| ПЗ               |  | Білл Седдон    |
| ПЗ               |  | Гербі Робертс  |
| ПЗ               |  | Боб Джон       |
| Н                |  | Джо Гюлм       |
| Н                |  | Джиммі Брейн   |
| Н                |  | Джек Ламберт   |
| Н                |  | Девід Джек     |
| Н                |  | Кліфф Бастін   |
| Головний тренер: |  |                |
| Герберт Чепмен   |  |                |

| В                |  | Джек Браун      |
| З                |  | Томмі Вокер     |
| З                |  | Ерні Бленкінсоп |
| ПЗ               |  | Алфред Стрейндж |
| ПЗ               |  | Тоні Ліч (к)    |
| ПЗ               |  | Чарлі Вілсон    |
| Н                |  | Марк Гупер      |
| Н                |  | Джиммі Сід      |
| Н                |  | Джек Болл       |
| Н                |  | Гаррі Бергесс   |
| Н                |  | Елліс Ріммер    |
| Головний тренер: |  |                 |
| Роберт Браун     |  |                 |